# Кеглевіч
Кеглевіч (рум. Cheglevici) — село у повіті Тіміш в Румунії. Входить до складу комуни Дудештій-Векі.
Село розташоване на відстані 479 км на північний захід від Бухареста, 71 км на північний захід від Тімішоари.

## Населення
За даними перепису населення 2002 року у селі проживали 566 осіб.
Національний склад населення села:
| Національність | Кількість осіб | Відсоток |
| -------------- | -------------- | -------- |
| румуни         | 354            | 62,5%    |
| угорці         | 172            | 30,4%    |
| болгари        | 19             | 3,4%     |
| німці          | 18             | 3,2%     |

Рідною мовою назвали:
| Мова       | Кількість осіб | Відсоток |
| ---------- | -------------- | -------- |
| румунська  | 349            | 61,7%    |
| угорська   | 182            | 32,2%    |
| німецька   | 17             | 3,0%     |
| болгарська | 17             | 3,0%     |